# ジョノ・ベーコン
ジョナサン・エドワード・ジェームズ・ベーコン（英: Jonathan Edward James Bacon, 1979年9月17日 - ）は、イギリス出身の執筆家、ソフトウェアエンジニアで、現在はカリフォルニアを拠点にコミュニティ戦略のコンサルタントとして活動している。

## 歴史
ベーコンは、Linux UKウェブサイトを作成した際にLinuxコミュニティでの活動を開始した。このプロジェクトを離れた後、KDEチームに参加し、KDE::EnterpriseウェブサイトとKDEユーザビリティスタディを作成し、その後GNOMEに関心を移した。  
ベーコンはLinuxジャーナリストとしてキャリアをスタートし、2006年にOpenAdvantageに転職して組織のオープンソースソリューションへの移行を支援した。また、2006年9月4日から2014年5月28日まで、カノニカルでUbuntuコミュニティマネージャーを務めた。その後、2014年5月29日から2015年10月30日まで、Xプライズ財団でシニアコミュニティディレクターとして勤務。2015年11月14日から2016年5月までGitHubでコミュニティディレクターとして活動した。現在はコミュニティ戦略のコンサルタントとして働いている。  

## ジャーナリズム
ベーコンは、Linux User and Developer、Linux Format、Linux Magazine、MacTech、MacFormat、PC Plus など、さまざまな出版物に寄稿している。これらの雑誌に加えて、彼は『The Art of Community』、『Linux Desktop Hacks』、『PHP and MySQL Web Applications: Building Eight Dynamic Web Sites』など、多数の書籍を執筆している。また、ベンジャミン・マコ・ヒル、コーリー・バーガー、ジョナサン・ジェシーと共著で『The Official Ubuntu Book』(ISBN 0-13-243594-2) を執筆した。  
さらに、ベーコンはLugRadioおよびBad Voltageポッドキャストの共同創設者であり、FLOSS Weeklyの共同ホストでもあった。  

## 音楽
ベーコンはいくつかのメタルバンドで歌手兼ギタリストとして活動していた。2008年から2012年まで、彼とディファイアンスのギタリスト、ジム・アダムスはメタルバンド「Severed Fifth」を運営し、3枚のアルバムをリリースし、クリエイティブ・コモンズ・ライセンスの下で音楽を自由に配布した。

## 文献
- Bacon, Jono (May 2012) (英語). The Art of Community: Building the New Age of Participation (Theory in Practice). Foreword by Leo Laporte (Second ed.). O'Reilly Media. ISBN 978-0596156718. LCCN 2010-277242. OCLC 804515247. OL OL24194264M
- Bacon, Jono (2021-02-09) (英語). People Powered: How Communities Can Supercharge Your Business, Brand, and Teams. Foreword by Peter H. Diamandis. HarperCollins Leadership. ISBN 978-1400214914. LCCN 2019-7469. OCLC 1204176866. OL OL29812845M